# Rico Love
Rico Love, de son vrai nom Richard Preston Butler, Jr., (né le 3 décembre 1982 à La Nouvelle-Orléans, Louisiane – ), est un auteur-compositeur-interprète et producteur de musique américain. Il a écrit et produit pour d'autres d'artistes tel que de There Goes My Baby et Hey Daddy (Daddy's Home) de Usher, Just a Dream et Gone de Nelly et Sweet Dreams de Beyoncé. Il a fondé son label, Division1, en accord avec Universal Motown Records dont on retrouve la chanteuse Teairra Mari signé sur le label.

## Discographie

### En tant qu'auteur-compositeur
| Année                                       | Single                                                   | Meilleure position | Meilleure position | Meilleure position | Meilleure position | Meilleure position | Meilleure position                          | Album                                                                 |
| Année                                       | Single                                                   | US Hot 100         | US R&B             | US Rap             | US Pop             | US Dance           | Royaume-Uni                                 | Album                                                                 |
| ------------------------------------------- | -------------------------------------------------------- | ------------------ | ------------------ | ------------------ | ------------------ | ------------------ | ------------------------------------------- | --------------------------------------------------------------------- |
| 2005                                        | All Because of You (Marques Houston ft. Young Rome)      | 69                 | 14                 | –                  | –                  | –                  | –                                           | Naked                                                                 |
| 2007                                        | "I Wish You Loved Me" (Tynisha Keli)                     | –                  | 113                | –                  | –                  | –                  | –                                           | The Chronicles of Tk                                                  |
| 2007                                        | "Love Like This" (Natasha Bedingfield ft. Sean Kingston) | 11                 | –                  | –                  | 10                 | 1                  | 20                                          | Pocket Full Of Sunshine                                               |
| 2008                                        | "Energy" (Keri Hilson)                                   | –                  | –                  | –                  | –                  | –                  | 43                                          | In a Perfect World...                                                 |
| 2008                                        | "Labels or Love" (Fergie)                                | 89                 | –                  | –                  | –                  | –                  | 56                                          | The Dutchess and Sex and the City: Original Motion Picture Soundtrack |
| 2008                                        | "The Greatest" (Michelle Williams)                       | –                  | –                  | –                  | –                  | 1                  | –                                           | Unexpected                                                            |
| 2008                                        | "Year of the Lover" (Lloyd ft. Plies)                    | –                  | 101                | –                  | –                  | –                  | –                                           | Lessons in Love                                                       |
| 2008                                        | "Boyfriend No. 2" (Pleasure P)                           | 42                 | 2                  | –                  | –                  | –                  | –                                           | The Introduction of Marcus Cooper                                     |
| 2008                                        | "Hello Heartbreak" (Michelle Williams)                   | –                  | –                  | –                  | –                  | 8                  | –                                           | Unexpected                                                            |
| 2009                                        | "Shone" (Flo Rida ft. Pleasure P)                        | 57                 | 81                 | –                  | –                  | –                  | –                                           | R.O.O.T.S.                                                            |
| 2009                                        | "Sweet Dreams" (Beyoncé)                                 | 10                 | 48                 | –                  | 2                  | 1                  | 5                                           | I Am... Sasha Fierce                                                  |
| 2009                                        | "Thinkin' About You" (Mario)                             | –                  | 45                 | –                  | –                  | –                  | –                                           | D.N.A.                                                                |
| 2009                                        | "Somebody to Love" (Leighton Meester ft. Robin Thicke)   | 111                | –                  | –                  | –                  | –                  | –                                           | Love Is a Drug                                                        |
| 2009                                        | "Hey Daddy (Daddy's Home)" (Usher ft. Plies)             | 24                 | 2                  | –                  | 60                 | –                  | –                                           | Raymond v. Raymond                                                    |
| 2010                                        | "Ooh Baby" (Mario)                                       | 95                 | –                  | –                  | –                  | –                  | –                                           | D.N.A.                                                                |
| 2010                                        | "Hello Good Morning" (Diddy-Dirty Money ft. T.I.)        | 27                 | 13                 | 8                  | 59                 | –                  | 22                                          | Last Train to Paris                                                   |
| 2010                                        | "All Night Long (en)" (Alexandra Burke ft. Pitbull)      | –                  | –                  | –                  | –                  | –                  | 4                                           | Overcome                                                              |
| 2010                                        | "Commander" (Kelly Rowland)                              | –                  | –                  | –                  | –                  | 1                  | 9                                           | Here I Am                                                             |
| 2010                                        | "There Goes My Baby" (Usher)                             | 25                 | 1                  | –                  | –                  | –                  | 138                                         | Raymond v. Raymond                                                    |
| 2010                                        | "Just a Dream" (Nelly)                                   | 3                  | –                  | 6                  | 2                  | –                  | 8                                           | 5.0                                                                   |
| 2011                                        |                                                          |                    |                    |                    |                    |                    |                                             |                                                                       |
| "Gone" (Nelly ft. Kelly Rowland)            | 113                                                      | 55                 | –                  | –                  | –                  | 58                 | 5.0                                         |                                                                       |
| "Motivation" (Kelly Rowland ft. Lil Wayne)  | 17                                                       | 1                  | –                  | 24                 | –                  | 169                | Here I Am                                   |                                                                       |
| "Promise" (Romeo Santos featuring Usher)    | 83                                                       | –                  | –                  | –                  | –                  | –                  | Formula, Vol. 1                             |                                                                       |
| "Mr. Wrong" (Mary J. Blige featuring Drake) | 87                                                       | 15                 | –                  | –                  | –                  | –                  | My Life II... The Journey Continues (Act 1) |                                                                       |